# 午馬
午 馬（ウー・マ、1942年9月22日 - 2014年2月4日）は、香港・台湾の俳優、香港・台湾の映画監督、本名は馮宏源もしくは姓名判断にのっとって馮午馬。中華人民共和国天津出身。

## 来歴
1959年に香港に移住し、1963年にショウ・ブラザースに入社。1964年、『花木蘭』で俳優デビュー。張徹 (チャン・ツェー)、胡金銓 (キン・フー)両監督の作品に出演する一方で助手を務め1970年に監督としてデビューした。1975年にショウ・ブラザースからゴールデン・ハーベストに移り脇役として活躍する。
日本では1980年代から1990年代の香港映画には欠かせない俳優として知られている。気の良い好人物役を得意とするが、『チャイニーズ・ゴースト・ストーリー』シリーズのイン（燕）道士役と、ジャッキー・チェンと共演した『奇蹟/ミラクル』の爺やチャン(張)役では、一転して従来の彼の持つコミカルな持ち味を最小限に抑え、重厚にして柔軟な人間臭さを表現している。また、『風の輝く朝に』でのギャングのボスなど希に悪役を演じる事もある。『チャイニーズ・ゴースト・ストーリー』の大ヒットで、ヒロインのスーシンを演じたジョイ・ウォンが同作の亜流映画に数多く主演した様に、彼も道士での亜流映画に数多く主演するが、中でも自ら演出した『画中仙』では再び共演をしている。
1970-1998年の間に40本の映画作品を監督。初期のころは恩師である張徹と共同監督作を何作か手掛け手堅い演出をしている。日本でも何本かビデオ化されていて、監督としての活躍を垣間見ることが出来る。1987年に『チャイニーズ・ゴースト・ストーリー』のイン道士役で第24回台湾金馬奨の助演男優賞を受賞した。その後も香港を拠点に香港・台湾映画やドラマに出演し活躍を続けていた。
「2014年2月4日午前2時に肺ガンのために死去した」と夫人により発表された。
逝去後、夫人がマスコミに
『ガン判明後も家族といるよりも撮影現場にいたり、友人たちと過ごす方を選び、出演し続け、彼も嬉しかったと思います』
との談話を発表し、また、『プロジェクトA2』の署長役や『省港旗兵・九龍の獅子』(日本未公開 ビデオ 1983 陳欣健原作・脚本、ジョニー・マック監督)や『迷宮少女/サイキック・ガール』(日本未公開 ビデオ 1985 レオン・ポーチ監督・主演、サリー・イップ主演)の主演で知られ、『チャイニーズ・ゴーストストーリー』でもイン道士のライバルであるハー(夏)道士を演じ、公私ともに深く付き合いのあった林威（ラム・ウェイ/デビッド・ラム）はその死を悼み、夫人たち遺族をサポートして行く旨を語った。

## 出演作品

### 映画 (劇場公開作・ビデオ公開作)
- 1964年 - 花木蘭【未】
- 1965年 - 大地児女【未】
- 1968年 - 大女侠
- 1970年 - 怒劍狂刀【未】
- 1978年 - カンニング・モンキー 天中拳

- 1980年
  - 燃えよデブゴン 正義への招待拳
  - 滑稽時代/モダン・タイム・キッド

- 1982年 - 霊幻師弟 人嚇人

- 1983年
  - 五福星
  - プロジェクトA

- 1984年
  - 風の輝く朝に
  - 新ポリス・ストーリー Pom Pom

- 1985年
  - ファースト・ミッション
  - 霊幻道士
  - マギー・チャンのドッカン爆弾娘

- 1986年
  - 霊幻道士2 キョンシーの息子たち!
  - 北京オペラブルース
  - 九龍の狼
  - 検事Mr.ハー 俺が法律だ
  - 冒険活劇 上海エクスプレス

- 1987年
  - 復讐は夢からはじまる
  - エミリー・チュウの吸血奇伝
  - チャイニーズ・ゴースト・ストーリー
  - サモ&ケニー 人質に気をつけろ!
  - イースタン・コンドル

- 1988年
  - 愛と銃弾の掟
  - サイクロンZ
  - チャイナ・フィナーレ/清朝・最後の宦官
  - 香港極道 野獣刑事（兼製作）
  - ツイ・ハークのゴーストホーム/13日の金曜日の妻たちへ
  - 七小福
  - 霊幻道士完結篇 最後の霊戦
  - 火舞風雲

- 1989年
  - 香港レディ・レポーター
  - 奇蹟/ミラクル
  - チャイルド・ゴースト/夢と冒険の魔法旅行

- 1990年
  - スウォーズマン/剣士列伝
  - チャイニーズ・ゴースト・ストーリー2
  - 新・霊幻道士 風水捜査篇

- 1991年
  - 上海の休日
  - チャイニーズ・レジェンド 魔界英雄伝説
  - 女たちの挽歌 プリティ・ウーマン淫れる
  - 爆走!!高速トライアル
  - ワンス・アポン・ア・タイム・イン・チャイナ/天地黎明

- 1992年
  - 香港魔界大戦
  - 淫邪王/デーモン・ウォリアーズ

- 1993年
  - 水滸伝 男たちの挽歌
  - ジョイ・ウォンの魔界伝説
  - ユン・ピョウ IN 妖刀秘伝
  - KEDAMONO 獣

- 1994年 - 少林寺 達磨大師

- 1995年
  - ハイリスク
  - 死角都市・香港

- 1996年 - ワンス・アポン・ア・タイム・イン・チャイナ外伝/アイアンモンキーグレート
- 2002年 - フィスト・オブ・フューリー 〜復活!ドラゴン怒りの鉄拳〜
- 2004年 - 鬼妹
- 2005年 - ドラゴン・プロジェクト

- 2006年
  - 幻遊伝
  - 墨攻

- 2008年 - 追憶の切符
- 2010年 - 処刑剣 14BLADES
- 2011年
  - 女ドラゴンと怒りの未亡人軍団
  - 項羽と劉邦/White Vengeance

### テレビドラマ
- 1999年 - 新・少林寺
- 2002年 - 城市女人心
- 2003年 - 原味の夏天（原味の夏天〜僕たちの終わらない夏〜）- シアじいちゃん

- 2004年
  - 御前四寶（第二部）
  - 聊齋 龍飛相公
  - 聊齋 龍飛相公2
  - 書劍情侠 柳三變

- 2006年
  - 碧血剣
  - 封神演義

- 2008年
  - 孫子兵法
  - 大秦帝国
- 2009年 - 幸福のスープはいかが?
- 2010年 - 孫子《兵法》大伝

## 監督作品
- 1973年
  - 水滸伝
  - 水滸伝 杭州城決戦

- 1974年 - 電光飛龍拳
- 1976年 - ヒーロー・オブ・カンフー 蔡李仏拳
- 1980年 - 戦慄のアヘン攻防戦/ゴールデン・トライアングル
- 1982年 - 霊幻師弟 人嚇人（兼出演）
- 1985年 - 帰ってきたMr.BOO!ニッポン勇み足
- 1988年 - 画中仙/ジョイ・ウォンのゴースト・ラブ・ストーリー（兼出演）

- 1989年
  - バーニング・センセーション（兼出演）
  - ワイルド・ヒーローズ/暗黒街の狼たち

- 1990年
  - ケネディタウン・ストーリー/嵐の季節（兼原案）
  - ジョイ・ウォンの幽女伝説（兼出演）

- 1993年
  - 霊幻道士8/空飛ぶドラキュラ・リターンズ（兼出演）
  - ワンス・アポン・ア・タイム・イン・チャイナ外伝/鬼脚（兼出演）

- 1994年 - 幻影拳 ザ・マジック・カンフー（兼出演）
- 1996年 - 赤壁の戦い -英傑 曹操-（兼出演）
- 2000年 - 赤壁の戦い -軍神 孔明-
- 2005年 - THE SPIRIT 怒りの正拳